# Vincent Courtillot
Vincent Courtillot (* 6. März 1948 in Neuilly-sur-Seine) ist ein französischer Geophysiker. Er ist bekannt als Vertreter der These, dass verschiedene Massenaussterben in der Erdgeschichte auf Vulkanismus zurückzuführen sind.

## Leben
Courtillot studierte an der Ecole des Mines in Paris (mit dem Abschluss als Bergbauingenieur, Ingénieur civil des Mines, 1971), an der Stanford University (Master-Abschluss in Geophysik 1972) und der Universität Paris, wo er 1974 (Doctorat de 3ème cycle, Universität Paris VI) bzw. 1977 (Doctorat d´Etat, Universität Paris VII) seine beiden Doktorarbeiten schrieb. Er forschte und lehrte in Stanford (1974 als Gastwissenschaftler, 1980 als Gastprofessor), am Caltech (1994 als Fairchild Scholar, 2001 als Moore Fellow), der University of California, Santa Barbara (Gastprofessor 1986/97), am Institut de physique du globe de Paris (1983 bis 1989 als Physiker 1. Klasse und 1989 bis 1994 als Physicien de classe exceptionelle) und 1978 bis 1983 als Maitre de Conference und ab 1994 als Professor an der Universität Paris VII (Denis Diderot). 1995 bis 1998 war er Direktor der Ecole doctorale des Sciences de la Terre (Graduiertenkolleg für Geowissenschaften) des IGPG und der Universität Paris VII. 1996 war er Gastprofessor an der University of Minnesota. 1996 bis 1998 und 2004 bis Januar 2011 war er Direktor des Institut de Physique du Globe de Paris (IPGP).
1989 bis 1993 war er beim Erziehungsministerium für die universitäre Forschung zuständig (Directeur de la Recherche et des Etudes Doctorales) und 1998 bis 2001 für Forschung (Directeur de Recherche) unter dem Erziehungsminister Claude Allègre.
Er war Berater der populärwissenschaftlichen Zeitschrift La Recherche, 1994 bis 1996 Europa-Redakteur der Geophysical Research Letters und 2003 bis 2005 Herausgeber von Earth and Planetary Science Letters.

## Mitgliedschaften und Ehrungen
Er erhielt 2001 den Prix Dolomieu und 1981 den Prix Gay der französischen Akademie der Wissenschaften, ist Kommandeur der Palmes Academiques (1997), erhielt die Silbermedaille der CNRS (1993) und er ist Ritter der Ehrenlegion (1994) und des Ordre national du Mérite (1990, 1997). Er ist Fellow der American Geophysical Union, deren erster Bullard Lecturer er 2002 war. 1996 bis 2010 war er Professor (Professeur senior) des Institut Universitaire de France. 2012 erhielt er die Arthur Holmes Medal der European Geosciences Union. Er ist Mitglied der Academia Europaea (1994) und der Chinesischen Akademie der Wissenschaften.
Courtillot war Präsident der European Union of Geosciences und ist seit 2003 Mitglied der Académie des sciences. 2002 bis 2010 war er Gründungspräsident des Conseil Scientifique der Stadt Paris.

## Werk
Courtillot befasste sich mit Paläomagnetismus. 1980 begründete er mit Jean-Pierre Pozzi das Paläomagnetische Labor am IPGP. Er entdeckte paläomagnetische Hinweise im Afar-Dreieck in Dschibuti auf die Spaltung des afrikanischen Kontinents längs des Großen Afrikanischen Grabenbruchs.  1978 fand er eine (weltweit nachweisbare) Beschleunigung (abrupte Änderung in der zweiten Zeitableitung) in der säkularen zeitlichen Änderung des Erdmagnetfeldes (Jerk) um 1969. Solche Jerks wurden auch schon früher (und danach) verzeichnet, zeigen sich besonders deutlich in der Ostkomponente des Feldes in Europa und sind Hinweise auf Vorgänge an der Grenze von Erdkern und Mantel, worauf auch Korrelationen mit der Variation der Tageslänge (length of day, LOD) hinweisen (Courtillot u. a.).
Anfang der 1980er Jahre war er an der geologischen (paläomagnetischen) Erkundung von Tibet beteiligt und untersuchte die plattentektonische Entwicklung Chinas.
Bekannt wurde er als Vertreter der Theorie, das wichtige Massenaussterben der Erdgeschichte durch vulkanische Ereignisse ausgelöst wurden. Im Fall des Massenaussterbens an der Perm-Trias-Grenze machte er die Bildung des Sibirischen Trapps verantwortlich, im Fall der Kreide-Tertiär-Grenze die Dekkan-Trapps  und ist damit in gewisser Weise in Gegnerschaft zur Hypothese des Aussterbens durch Meteoriteneinschlag durch Luis Walter Alvarez und Walter Alvarez. Er untersuchte auch den Einfluss von Flutvulkanismus auf weitere Massenaussterben und aus jüngerer Zeit die klimatischen Auswirkungen der Spalteneruption des Laki 1783/84 in Island.
Er gilt in Frankreich als Klimaskeptiker, der die menschengemachte Globale Erwärmung für ein Dogma hält, das wissenschaftliche Auseinandersetzungen erschwere. Er bemängelt außerdem das Übergewicht numerischer Modellierung und die Vernachlässigung der Beobachtungskomponente, sowohl in der Falsifikation der Modelle als auch bei Fragen etwa der Angabe von Fehlergrenzen. Er analysierte in diesem Zusammenhang mit Mitarbeitern die mittlere Temperaturentwicklung in Europa und Nordamerika neu, nachdem er vom maßgeblichen Wissenschaftler des IPCC Berichts Philip D. Jones keinen Zugang zu den Originaldaten erhalten hatte, und kam zu abweichenden Ergebnissen. Der Trend verlief nach Courtillot in Nordamerika und Europa unterschiedlich und ist mit linearen oder konstanten Trends, unterbrochen von Sprungstellen, charakteristisch für nichtlineares Verhalten, zu beschreiben, die wenig mit den IPCC-Vorhersagen eines Einflusses des Anstiegs des Kohlendioxids aus numerischen Modellen korrelieren. Sein Engagement löste in Frankreich eine wissenschaftliche Kontroverse aus. Courtillot betont (und untersucht) den hauptsächlichen Einfluss der Sonne auf das Erdklima und untersucht Einflüsse des Erdmagnetfeldes auf das Klima.

## Schriften
- Das Sterben der Saurier. Erdgeschichtliche Katastrophen, Spektrum Akademischer Verlag 1999 (französisches Original La vie en catastrophes, Fayard 1995)
- Evolutionary Catastrophes. The Science of Mass Extinction, Cambridge University Press 1999 (bearbeitete Neuauflage von La vie en catastrophes)
- Nouveau voyage au centre de la Terre, Éditions Odile Jacob, 2009
- mit Vink How continents break up; Scientific American, Juli 1983 (Aufbruch des afrikanischen Kontinents in der Afar-Senke)
- A volcanic eruption, Scientific American, Oktober 1990 (Dekkan Traps)
- mit Jean Besse, Didier Vandamme, Raymond Montigny, Jean-Jacques Jaeger, Henri Cappetta Deccan flood basalts at the Cretaceous/Tertiary boundary ?,  Earth and Planetary Science Letters, Band 80, 1986, S. 361–374
- mit Mark A. Richards, Robert A. Duncan Flood Basalts and Hot-Spot Tracks: Plume Heads and Tails, Science, Band 246, 1989, S. 103–107
- Mass extinctions in the last 300 million years: One impact and seven flood basalts ?, Israel Journal of Earth Sciences, Band 43, 1994, S. 255–266.
- mit J. Besse Magnetic field reversals, polar wander, and core-mantle coupling, Science, Band 237, 1987, S. 1140–1147
- mit Anne Davaille, J. Besse, Joann Stock, Three distinct types of hotspots in the Earth’s mantle, Earth Planet. Sci. Lett, Band 205, 2003, S. 295–308
- mit P. Renne On the ages of flood basalt events, Comptes Rendus Geosciences, Band 335, 2003, S. 113–140
- mit J. Besse Revised and synthetic apparent polar wander paths of the African, Eurasian, North American and Indian plates, and true polar wander since 200 Ma, J. Geophys. Res., Band 96, 1991, S. 4029–4050
- True Polar Wander in Gubbins u. a. (Herausgeber) Encyclopedia of Geomagnetism and Paleomagnetism, Springer 2007
- mit Le Mouel A short history of geomagnetism and paleomagnetism, Reviews of Geophysics, Band 45, 2007